# Das Kartengeheimnis
Das Kartengeheimnis (ISBN 3-446-17710-8, Originaltitel: Kabalmysteriet, ISBN 82-03-24447-5) ist ein philosophischer Roman des norwegischen Autors Jostein Gaarder aus dem Jahre 1990. Die deutsche Übersetzung von Gabriele Haefs erschien 1995. Ähnlich wie in seinem danach geschriebenen Bestseller-Erfolg Sofies Welt versucht Jostein Gaarder, philosophische Fragen jugendgerecht durch eine spannende Erzählung zu vermitteln.

## Inhalt
Hauptpersonen der Geschichte sind der 12-jährige Hans-Thomas und dessen Vater; beide machen sich auf die Suche nach Hans-Thomas' Mutter, die die beiden vor einiger Zeit verlassen hatte. Nun ist der Vater ein Philosoph und verkürzt dem Jungen die Reise durch diverse philosophische Betrachtungen. Etwas komplexer wird die Geschichte dadurch, dass der Junge auf ein Buch stößt, dessen Inhalt als Geschichte in der Geschichte erzählt wird.

### Rahmenerzählung
Die Rahmenerzählung wird aus der Perspektive des lesenden Hans-Thomas geschildert, der dabei zu den entsprechenden Erkenntnissen über die menschliche Existenz kommt und mit seinem Vater (dem er allerdings die Existenz des Buches zunächst verschweigt) auf seiner Reise darüber diskutiert. Die Reise führt sie in die Heimat der Philosophie, nach Griechenland.
Der zwölfjährige Junge Hans-Thomas und sein Vater wohnen in der kleinen Hafenstadt Arendal in Südnorwegen. Vor etwa acht Jahren verschwand plötzlich Anita, Mutter von Hans-Thomas und Ehefrau seines Vaters. Als sich herausstellt, dass die vermisste Ehefrau und Mutter in Griechenland als Model arbeitet, beschließen sie, nach Athen zu reisen und sie zu suchen.  

Die Reise führt über die Schweiz. An einer stillgelegten Tankstelle erhält Hans-Thomas eine Lupe von einem Zwerg (der sich später als der lebendig gewordene Joker eines Kartenspiels herausstellt) mit den Worten, er werde sie noch brauchen. Der Zwerg weist ihnen den (scheinbar) falschen Weg und die beiden verirren sich in eine Ortschaft namens „Dorf“ irgendwo in der deutschsprachigen Schweiz. Der ortsansässige Bäcker schenkt dem Jungen fünf Brötchen. Im letzten ist ein Buch (fortan „Brötchenbuch“ genannt) versteckt, das so klein ist, dass er es nur mit Hilfe der Lupe lesen kann. Dieses erhält die Abenteuer des alten Frode auf der Karteninsel, welche der Junge während der Reise nach Griechenland liest.
Über den Gotthardtunnel, Como und Venedig geht die Reise nach Griechenland. Ehe die Familie am Ende wieder zusammenfindet, erzählt der Junge dem Vater von dem Inhalt des Buches, ohne ihm zu sagen, dass es dieses Buch gibt. Er wurde als sehr phantasiereich abgestempelt und kurz darauf verschwindet das Buch und der Junge ist sich selbst nicht mehr sicher, ob es tatsächlich real war.

### Binnenerzählung
Das Brötchenbuch wurde geschrieben vom schiffbrüchigen Bäcker Hans, dem es nach einem Schiffbruch auf eine einsame, unbekannte und seltsame Insel im Atlantik verschlägt. Dort trifft er den ebenfalls schiffbrüchigen Bäcker Frode. Frode war vor 52 Jahren ebenfalls auf der Insel gestrandet mit nur einem Kartenspiel von 53 Blatt (inklusive Joker). Der einsame Bäcker machte daraufhin in seiner Phantasie die auf den Karten dargestellten Figuren zu seinen Gesprächspartnern, bis er ihnen eines Tages leibhaftig auf der Insel begegnet (darauf bezieht sich der Titel des Buches). Den 52 Figuren ist offenbar nicht bewusst, dass sie eigentlich nur der Phantasie des Bäckers entsprungen sind. Doch das Kartenspiel enthält auch einen Joker. Da dieser nicht in das System der 4 × 13 Karten passte und nirgends so recht dazugehörte, bricht er aus den gewohnten Denkschemata aus, steht über den Dingen und beginnt, selbstständig zu denken. Nun versucht er, eine deutliche Anspielung auf Platon und sein Höhlengleichnis, den Anderen seine Sicht der Dinge nahezubringen, etwa, dass sie Geschöpfe Frodes seien. Der Bäcker nimmt somit als Schöpfer der Figuren praktisch die Rolle des Schöpfergottes ein, was problematisch ist, da der Joker, gemäß Nietzsche, von seinen Mitfiguren fordert, sie sollen Gott töten und eigenständig leben.

Da genau 52 Jahre vergangen sind, ein Jahr für jede Karte, geht die Ära der Insel zu Ende. Frode wird getötet und Bäcker Hans kann mit dem Joker von der untergehenden Insel entkommen und sich in der Schweiz niederlassen, wo er eine Bäckerei eröffnet. Es wird angedeutet, dass Bäcker Hans nicht nur derjenige ist, der Hans-Thomas das Brötchen mit dem Brötchenbuch geschenkt hat, sondern auch sein verschollener Großvater ist.

## Deutsche Übersetzung
Die deutsche Übersetzung von Gabriele Haefs wird dadurch erschwert, dass das norwegische Original teilweise in Deutschland bzw. in der Schweiz spielt. Das Dorf, in dem der Bäcker lebt, wurde von Jostein Gaarder im Original beispielsweise einfach „Dorf“ genannt – für die deutschen Leser mag dies etwas verwirrend sein.
Interessant wirken aus deutscher Perspektive auch einzelne Erzählungen des Vaters über seine Mutter und ihr Leben im von deutschen Soldaten besetzten Norwegen. Seine Mutter ließ sich mit einem deutschen Soldaten ein, aus der Beziehung ging er hervor. Lange Jahre habe er sich geschämt, ein „Deutschenkind“ zu sein.

## Symbolik der Purpurlimonade
Die Purpurlimonade zeichnet sich dadurch aus, dass sie alle Geschmacksrichtungen, die uns Menschen wahrzunehmen ist, in ihrer Essenz vereinigt. Sie wird aus dem Saft der Purpurrose gewonnen und anschließend gekocht. Diese Rezeptur erfand Frode während seiner 52-jährigen Inselzeit. Die Purpurlimonade kann als Symbol einer transzendenten Realität gedeutet werden, die alle Erfahrungen, die wir auf Erden machen können, in sich birgt. Parallelen zur Akasha-Chronik, in der alle Erfahrungen gespeichert sein sollen, die Menschen je gemacht haben, sind ebenfalls zu bemerken.
Manche deuten die Purpurlimonade als Symbol für alles, was dem Menschen davon abhält, selbst kreativ zu sein, etwa Hollywood-Filme oder Computerspiele. In ihnen begegnet man zwar der gesamten Welt, erlebt sie jedoch nicht wirklich.

## Symbolik des Jokers
Im Land der Karten gibt es 52 Karten, die alle ihren festen Platz haben, ohne die das Kartenspiel unvollständig wäre. Der Joker aber hat weder eine „Farbe“ noch eine „Zahl“. Er ist ein Außenseiter. Dadurch steht er schließlich über den Dingen und kann aus den zusammenhanglosen Satzfetzen, die sich die 52 Karten von sich geben, schließlich einen Zusammenhang, eine tiefere Geschichte, eine Patience erstellen.
Alle Philosophen, so das Buch, sind in gewisser Weise Außenseiter, denn sie machen sich Gedanken über Dinge, über die die anderen Menschen, die wie die 52 Spielkarten ihren festen und unverrückbaren Platz im  Leben haben, nie nachdenken. Dadurch werden sie manchmal auch für verrückt gehalten und müssen Nachteile auf sich nehmen, etwa wie Sokrates, der wegen seiner Philosophie den Schierlingsbecher trinken musste.
Auch  Hans-Thomas und sein Vater begreifen sich als Joker, Außenstehender und Philosoph, weshalb er auch die Joker aus den Kartenspielen sammelt. Symbolisiert wird das u. a. durch den Geburtstag von Hans-Thomas, einem 29. Februar, einem Schalt- bzw. „Joker-Tag“, wie es im Buch heißt.

## Auszeichnungen
1995 Jugendbuch des Monats März der Deutschen Akademie für Kinder- und Jugendliteratur